# 2014 SG404
2014 SG404 est un objet transneptunien faisant partie des objets épars, d'environ 100 km de diametre.